# 伊良子未來
伊良子 未來（いらこ みらい、1996年10月25日 - ）は、日本の俳優。身長175cm、宮城県出身、幸福の科学母体のニュースター・プロダクション所属。

## 経歴
1996年10月宮城県に生まれる。
小学校・中学校では野球部のエースピッチャーとして活躍。仙台市の少年野球大会で決勝戦まで進出し、優秀選手賞を受賞した。高校ではバレーボールをするなど、スポーツ全般。
2020年5月16日、東京都内の日本消防会館にて、映画『心霊喫茶「エクストラ」の秘密』のマスコミ向けの特別試写会が行われ、舞台挨拶が行われた。ステージには、主演の千眼美子をはじめ、伊良子未來、希島凛、小田正鏡監督の4人が登壇した。
2020年6月4日に、東京渋谷のヒューマントラストシネマ渋谷で「大ヒット御礼舞台挨拶」が行われ、千眼美子、伊良子未來、大浦龍宇一の3人が登壇した。この内容の一部は、翌日6月5日関西の読売テレビと朝日放送で放送された他中日新聞など多数のメディアで報道された。

## 出演

### 映画
- さらば青春、されど青春。 - （2018年5月12日）山下俊樹 役
- 世界から希望が消えたなら。 - （2019年10月15日、赤羽博監督、日活）救急隊員 役
- 心霊喫茶「エクストラ」の秘密-The Real Exorcist- - （2020年5月15日、日活・幸福の科学出版）メインキャスト イサム 役[7]
- 美しき誘惑-現代の「画皮」-（2021年5月14日、日活・幸福の科学出版）浜口巧IT企業社長 役
- 呪い返し師—塩子誕生（2022年10月7日、日活・幸福の科学出版）詐欺の青年 役
- レット・イット・ビー 〜怖いものは、やはり怖い〜（2023年5月12日、日活・ARI Production）番組制作のAD 役
- ニ十歳に還りたい。（2023年9月29日、日活・幸福の科学出版）山瀬渉 役

### ドラマ
- 土曜ワイド劇場 法医学教室の事件ファイル45（2018年、テレビ朝日）液体窒素販売会社の従業員 役
- わたし、定時で帰ります。（2019年、TBS）
- 信濃のコロンボ事件ファイル（2020年、テレビ東京）XX 役
- ミステリースペシャル おとり捜査官20（2017年、テレビ朝日）
- テレビ朝日ドラマスペシャル パディントン発4時50分（2017年、テレビ朝日）
- 連続ドラマW 監査役 野崎修平（2017年、WOWOW）
- BSプレミアム 我が家の問題（2017年、NHK）
- BSプレミアム 男の操（2017年、NHK）
- CDTVクリスマスSPドラマ 好き（2017年、TBS）
- ドクターX〜外科医・大門未知子〜（2017年／テレビ朝日）
- 大豆田とわ子と三人の元夫（2021年、フジテレビ）しろくまハウジング社員 役

### テレビ
- 行列のできる法律相談所 - （2016年、日本テレビ）
- 消えた天才 〜超一流が勝てなかった人 大追跡〜 - （2018年・2019年、TBS）

### ラジオ
- 「天使のモーニングコール」 1476回、2020年1月12日,13日放送[8]
- 「天使のモーニングコール」 1494回、2020年5月16日,17日放送[8]

### 舞台
- 「PRIDE」（2017年5月、エアースタジオ）島袋大樹 役
- 「君死にたもうことなかれ」（2017年11月、）柳沢少尉 役
- 「僕は魔法が使えない？」（2018年2月、劇団新星）マサトシ 役

### CM
- ABCマート PUMA MEFA NRGY （2017年／ABCマート＋PUMA）
- Hiijii （2017年） WebCM
- 車検のコバック （2018年） WebCM

### 雑誌
- インタビュー、月刊女性誌「アー・ユー・ハッピー?」2020年5月号[9]

### ナレーション
- 「愛国女子－紅武士道」公開記念特別御法話番組（2022年、三重テレビ 他）番組サブナレーション

## 受賞・栄誉
- ザ・サウス国際映画芸術祭　2020年5月度長編部門　名誉助演男優賞を受賞[10]。

（2020年7月チリ、『心霊喫茶「エクストラ」の秘密-The Real Exorcist-』 小田正鏡監督）